# Holka z předměstí
Holka z předměstí (v anglickém originále Suburban Girl) je americký romantický film z roku 2007, který napsal a natočil režisér Marc Klein podle předlohy, jíž byly dvě povídky ze sbírky Hon na muže: průvodce dívek lovem a sváděním spisovatelky Melissy Bank. V hlavních rolích se představili Sarah Michelle Gellar, Alec Baldwin, Maggie Grace, James Naughton a Chris Carmack. Snímek pojednává o mladé knižní editorce z New Yorku, jež naváže vztah se starším, ale uznávaným sukničkářským editorem.

## Příběh
Brett Eisenbergová je mladá, ambiciózní, ale nesebevědomá pomocná knižní editorka v New Yorku, která žije v literárním prostředí manhattanské čtvrti Upper East Side. Snaží se stát plnohodnotnou editorkou, ale tento její cíl narazí, když je její mentorka a šéfka z nakladatelství vyhozena a nahrazena Faye Falknerovou. Ve stejné době se ale Brett setká s proslulým a mnohem starším nakladatelským playboyem Archiem Knoxem. Když s ním stráví nějaký čas, uvědomí si, jak je nešťastná se svým nezralým přítelem Jedem. Proto se s ním rozejde, aby mohla pokračovat ve vztahu s Archiem.
Ukáže se, že Archie má několik problémů, například že je alkoholik, ačkoli už téměř tři roky abstinuje, že trpí cukrovkou a že má dceru, která se s ním nestýká. Věkový rozdíl mezi ním a Brett je zřetelný díky jejich odlišnému životnímu stylu, například když nechápe, jak se používá telefon BlackBerry. Mladá editorka oceňuje jeho rady a dodávání sebevědomí, aby se postavila své nové šéfové (až později zjistí, že s ní kdysi také měl poměr), ale brzy jí začne vadit jeho povýšený přístup. Archie nakonec začne znovu pít a vyspí se s jinou ženou, aby jejich vztah ukončil.
Brett zajede navštívit rodinu. Se svým tátou má velmi blízký vztah, vysvětlí mu svou situaci a požádá ho o radu. Při návštěvě ji však šokuje zpráva, že otec má rakovinu a že se to dozvěděla jako poslední, neboť táta měl pocit, že by se s takovou informací špatně vyrovnávala. Brett, která se cítí v depresi a není jí dobře, poté udělá na slavného klienta svého nakladatelství hrozný dojem, naštěstí se ale nečekaně objeví Archie a ten situaci zachrání. Oba se rozhodnou dát vztahu další šanci, takže ho mladá žena představí své rodině, která je ale z věkového rozdílu nesvá. Otec je nejistý zejména poté, co se dozví, že Archie je alkoholik, takže dceři řekne, že by neměla trávit svůj život péčí o Archieho, který může své závislosti opět propadnout.
Poté, co její otec zemře, si Brett uvědomí, že se se svými problémy musí konečně vypořádat bez jeho podpory. V návaznosti na to Archie navrhne, že konečně bude používat telefon BlackBerry, který mu Brett koupila, ale ta už je rozhodnutá, a jejich vztah odmítne s tím, že se navzájem vnímají jako učitel a žák, a ne jako rovný s rovným. Řekne, že potřebuje čas, aby byla šťastná a dospěla sama. Po rozchodu se rozhodne změnit svoje oblečení i styl své práce. 

## Obsazení
- Sarah Michelle Gellar (český dabing: Jana Mařasová [2007], Klára Sochorová [2012]) jako Brett Eisenbergová
- Alec Baldwin (český dabing: Libor Hruška [2007], Vladislav Beneš [2012]) jako Archie Knox
- Maggie Grace (český dabing: Jitka Moučková [2007], Tereza Chudobová [2012]) jako Chloe
- James Naughton (český dabing: Zdeněk Maryška [2007], Pavel Rímský [2012]) jako Robert Eisenberg
- Vanessa Branch (český dabing: Dana Černá [2007], Nikola Votočková [2012]) jako Faye Faulknerová
- Peter Scolari (český dabing: ? [2007], Ludvík Král [2012]) jako Mickey Lamm
- Marian Seldes (český dabing: Jana Altmannová [2007], Libuše Švormová [2012]) jako Margaret Paddlefordová
- Ebon Moss-Bachrach (český dabing: Ivo Hrbáč [2007], Ernesto Čekan [2012]) jako Ethan Eisenberg
- Chris Carmack (český dabing: Martin Písařík [2007], Filip Švarc [2012]) jako Jed Hanson
- Jill Eikenberry (český dabing: Zuzana Skalická [2007], Jarmila Švehlová [2012]) jako Marlene Eisenbergová
- Marin Ireland (český dabing: ? [2007], Martina Kechnerová [2012]) jako Katie
- Nate Corddry (český dabing: Zdeněk Hruška [2007], Michal Holán [2012]) jako Jason
- Amad Jackson (český dabing: ? [2007], Jiří Ployhar [2012]) jako Seaver

## Produkce
Po vydání komerčně úspěšné povídkové sbírky Hon na muže: průvodce dívek lovem a sváděním (sestávající z propojených povídek s jednou protagonistkou) v roce 1999 vypracovala její autorka Melissa Bank podle titulního příběhu „Průvodce dívek lovem a sváděním“ návrh filmového scénáře pro režiséra Francise Forda Coppolu. Ten k němu držel práva, neboť právě pro jeho literární časopis Zoetrope: All-Story tato povídka na objednávku vznikla, k realizaci filmu však nedošlo. Filmová práva na další dvě povídky s názvy „Můj stařík“ a „To nejhorší, co si děvče z předměstí dokáže představit“ koupila nedlouho poté produkční společnost Catch 23 Entertainment. Hlavní roli měla ztvárnit Reese Witherspoon, která se v lednu 2001 chtěla na snímku angažovat i producentsky. V březnu 2001 se scenáristou připravovaného filmu stal Marc Klein; ten byl následně najat i jako režisér (snímek se tak stal jeho režijním debutem). Do produkce byla v říjnu 2004 zapojena i společnost Warner Independent Pictures a nově také OddLot Entertainment. V květnu 2005 byla do hlavní ženské role obsazena Sarah Michelle Gellar, na začátku listopadu 2005 podepsal smlouvu na hlavní mužskou roli Alec Baldwin. V květnu 2006 získali producenti pro film také Maggie Grace.
Natáčení filmu s rozpočtem 9 milionů dolarů začalo v květnu 2006 a probíhalo do léta 2006. Štáb filmoval v New Yorku (například v Central Parku) a jeho okolí. V prosinci 2006 byly v New Yorku provedeny dotáčky. Snímek původně nesl název povídkové sbírky A Girl's Guide to Hunting and Fishing, ale počátkem roku 2007 byl změněn na Suburban Girl, tedy spojení obsažené v názvu jedné z adaptovaných povídek.
Hudbu k filmu složil Heitor Pereira.

### České znění
Vznikla dvě česká znění filmu. První z nich, určené původně pro DVD, vyrobila v roce 2007 pro Blue Sky Film Distribution společnost Cinema Casting Kodešová v překladu Markéty Šeré pod režijním vedením Jiřího Kodeše. Druhé nechala v roce 2012 vyrobit FTV Prima ve Studiu Audiotech. V překladu Adély Svobodníkové-Ostafinové ho režíroval Miroslav Walter.

## Vydání
Světová premiéra filmu Holka z předměstí proběhla 27. dubna 2007 v objektu BMCC Tribeca Performing Arts Center v New Yorku v rámci filmového festivalu v Tribece. Počátkem roku 2007 producenti předpokládali, že by snímek mohl být uveden do kin v červnu 2007, nicméně nedokázali najít distributora. Teprve v září 2007 koupila americká práva k filmu (pro kina i domácí video) distribuční společnost Image Entertainment. Ani ta však film do kin neuvedla. V zahraničí byl film promítán v kinech pouze ojediněle, v říjnu 2007 ho mohli diváci zhlédnout na Novém Zélandu a v Turecku, v únoru 2008 v Brazílii, v průběhu roku 2009 v Mexiku a Jižní Koreji a během roku 2010 v Libanonu a Kuvajtu.
V lednu 2008 vyšel film na DVD a BD. Lokalizovaná verze na DVD byla v Česku vydána v únoru 2008.

## Přijetí

### Tržby
Film měl pouze velmi omezenou kinodistribuci. Známy jsou pouze tržby z Turecka, kde od října do prosince 2007 utržil téměř 112 tisíc dolarů (promítán v 38 kinech), a z Jižní Koreje, kde diváci ve dvou kinech zanechali necelých 800 dolarů. Celosvětové známé tržby dosáhly 113 tisíc dolarů.

### Filmová kritika
Server Rotten Tomatoes udělil snímku známku 6,1/10, a to na základě vyhodnocení 8 recenzí (z toho 4 byly spokojené, tj. 50 %).